# Епископ бачки Митрофан
Митрофан (световно Милан Шевић; Нови Сад, 1/14. август 1854 — Нови Сад, јануар 1918) био је епископ Српске православне цркве.

## Световни живот
Милан Шевић, у монаштву Митрофан, рођен је 14. августа 1854. у Новом Саду, где је завршио основну школу и Српску православну велику гимназију. Правне науке је студирао у Грацу и Загребу, а богословију је завршио у Сремским Карловцима 1879.
За суплента богословског завода у Задру постављен је 1880, а по положеном професорском испиту, 1881, и за професора. У овом заводу био је и библиотекар, а од 1885. до 1891. и ректор.
На позив патријарха Георгија (Бранковића) прешао је почетком 1892. у Сремске Карловце на положај редовног професора богословије. Као професор богословије постављен је за настојатеља манастира Хопова и управитеља Монашке школе у истом манастиру. За настојатеља манастира Крушедола премештен је 1898. године.

## Монашки живот
Милан Шевић је замонашен као Митрофан по чину одјејанија рјаси и камилавки. Епископ далматински Стефан (Кнежевић) га је рукоположио 21. априла 1880. за ђакона, а по пријему мале схиме и за презвитера 28. септембра 1881. Епископ далматински Никодим (Милаш) одликовао га је достојанством синђела, а патријарх Георгије чином протосинђела, 1892. и архимандрита 1895. године.
Као професор богословије бавио се врло успешно научним радом. Обрадио је све архијереје Карловачке митрополије, а
објавио је само одломке о епископима бачким (Шематизам епархије бачке за годину 1897, Нови Сад 1897, X-XXXV), вршачким (Шематизам Српске православне епархије вршачке за годину 1898, Вршац 18999-25), а непотписано о епископима будимским (Први шематизам православне српске епархије будимске, Ср. Карловци 1896, 1-8) и епископима мохачким и сигетским (исто, 9). Превео је и штампао Православно исповедање вере католичанске и апостолске цркве источне од Петра Могиле и Православно Догматичко Богословије у два дела од Макарија, митрополита московског.
За епископа бачког посветили су га 16. јула 1899. патријарх Георгије и епископи пакрачки Мирон и будимски Лукијан. Заслугом епископа Митрофана подигнут је у Новом Саду велелепни владичански двор по пројекту архитекте Владимира Николића, а саборна црква је добила иконостас знаменитог српског сликара Паје Јовановића приликом њене спољашње и унутрашње обнове, којом приликом је добила садашњи свој изглед.
Као ретко хуман човек, епископ Митрофан је годинама помагао у Новом Саду школовање сиромашне деце.
Епископ Митрофан умро је у Новом Саду јануара 1918. и сахрањен у крипти Саборне цркве, коју је он подигао за сахрањивање епископа бачких.